# Hallelujah Football Club 1983
Questa voce raccoglie le informazioni riguardanti l'Hallelujah Football Club nelle competizioni ufficiali della stagione 1983.

## Stagione
Iscrittasi alla neocostituita Korean Super League come squadra a regime professionistico, l'Hallelujah entrò nel lotto delle candidate alla vittoria finale del titolo rimanendo sulla scia del Daewoo. Prevalendo nello scontro diretto della penultima giornata, l'Hallelujah potrà concludere il torneo al primo posto, divenendo la prima squadra professionistica a vincere il titolo nazionale.

## Maglie e sponsor
Le divise, prodotte dall'Adidas, sono interamente bianche e recano sulla parte sinistra una croce rossa.
| Manica sinistra · Maglietta · Maglietta · Manica destra · Pantaloncini · Calzettoni |

## Rosa
| N. |                          | Ruolo | Calciatore     |
| -- | ------------------------ | ----- | -------------- |
|    | Corea del Sud (bandiera) | P     | Cho Byung-Deuk |
|    | Corea del Sud (bandiera) | D     | Hong Sung-Ho   |
|    | Corea del Sud (bandiera) | D     | Park Sung-Wha  |
|    | Corea del Sud (bandiera) | D     | Kim Jung-Hee   |
|    | Corea del Sud (bandiera) | D     | Lee Kang-Seok  |
|    | Corea del Sud (bandiera) | D     | Choi Jong-Duk  |
|    | Corea del Sud (bandiera) | D     | Chang Joo-Min  |
|    | Corea del Sud (bandiera) | D     | Hwang Jae-Min  |
|    | Corea del Sud (bandiera) | D     | Yeong Moon-Seo |

| N. |                          | Ruolo | Calciatore     |
| -- | ------------------------ | ----- | -------------- |
|    | Corea del Sud (bandiera) | C     | Kim Hyun-Bok   |
|    | Corea del Sud (bandiera) | C     | Kim Jin-Ok     |
|    | Corea del Sud (bandiera) | C     | Park Sang-In   |
|    | Corea del Sud (bandiera) | C     | Park Chang-Sun |
|    | Corea del Sud (bandiera) | A     | Oh Seok-Jae    |
|    | Corea del Sud (bandiera) | A     | Oh Pil-Hwan    |
|    | Corea del Sud (bandiera) | A     | Lee Jung-Il    |
|    | Corea del Sud (bandiera) | A     | Lee Young-Gil  |

## Risultati

### Korean Super League

#### Prima fase
| Seul 8 maggio 1983 | Hallelujah | 1 – 1 | Yukong Elephants | Dongdaemun Stadium |

| Seul 9 maggio 1983 | Kookmin Bank | 0 – 3 | Hallelujah | Dongdaemun Stadium |

| Pusan 14 maggio 1983 | Hallelujah | 3 – 3 | Yukong Elephants | Busan Gudeok Stadium |

| Taegu 22 maggio 1983 | Hallelujah | 2 – 2 | POSCO | Daegu Civil Stadium |

| Jeonju 25 giugno 1983 | Hallelujah | 1 – 1 | Kookmin Bank | Jeonju Stadium |

| Jeonju 26 giugno 1983 | Daewoo | 3 – 3 | Hallelujah | Jeonju Stadium |

| Daejeon 2 luglio 1983 | Hallelujah | 1 – 0 | Daewoo | Daejeon Hanbat Stadium |

| Taegu 3 luglio 1983 | Hallelujah | 0 – 1 | POSCO | Daegu Civil Stadium |

#### Seconda fase
| Andong 27 agosto 1983 | Hallelujah | 2 – 2 | Yukong Elephants | Andong Stadium |

| Taegu 31 agosto 1983 | Hallelujah | 3 – 0 | Kookmin Bank | Daegu Civil Stadium |

| Pusan 7 settembre 1983 | Daewoo | 1 – 1 | Hallelujah | Busan Gudeok Stadium |

| Seul 13 settembre 1983 | Yukong Elephants | 2 – 2 | Hallelujah | Dongdaemun Stadium |

| Chuncheon 17 settembre 1983 | Hallelujah | 1 – 0 | Kookmin Bank | Chuncheon Civil Stadium |

| Seul 20 settembre 1983 | Hallelujah | 2 – 3 | POSCO | Dongdaemun Stadium |

| Seul 22 settembre 1983 | Hallelujah | 2 – 1 | Daewoo | Dongdaemun Stadium |

| Masan 25 settembre 1983 | Hallelujah | 1 – 0 | POSCO | Masan Stadium |

## Statistiche

### Statistiche di squadra
| Competizione        | Punti | Totale | Totale | Totale | Totale | Totale | Totale | DR |
| Competizione        | Punti | G      | V      | N      | P      | Gf     | Gs     | DR |
| ------------------- | ----- | ------ | ------ | ------ | ------ | ------ | ------ | -- |
| Korean Super League | 20    | 16     | 6      | 8      | 2      | 28     | 20     | +8 |

### Statistiche dei giocatori
| Giocatore      | Korean Super League | Korean Super League | Korean Super League | Korean Super League |
| Giocatore      | Presenze            | Reti                | Ammonizioni         | Espulsioni          |
| -------------- | ------------------- | ------------------- | ------------------- | ------------------- |
| Chang Joo-Min  | 10                  | 0                   | 0                   | 0                   |
| Cho Byung-Deuk | 16                  | -20                 | 0                   | 0                   |
| Choi Jung-Deok | ?                   | 1                   | 0                   | 0                   |
| Hong Sung-Ho   | 16                  | 0                   | 1                   | 0                   |
| Hwang Jae-Min  | 13                  | 0                   | 1                   | 0                   |
| Kim Hyung-Bok  | 12                  | 2                   | 0                   | 0                   |
| Kim Jin-Ok     | 5                   | 0                   | 0                   | 0                   |
| Kim Jung-Hee   | 15                  | 2                   | 1                   | 0                   |
| Lee Kang-Seok  | 16                  | 2                   | 1                   | 0                   |
| Lee Jung-Il    | 9                   | 3                   | 0                   | 0                   |
| Lee Young-Gil  | 1                   | 0                   | 0                   | 0                   |
| Oh Pil-Hwan    | 12                  | 2                   | 0                   | 0                   |
| Oh Seok-Jae    | 16                  | 6                   | 0                   | 0                   |
| Park Chang-Sun | ?                   | 3                   | 0                   | 0                   |
| Park Sang-In   | 16                  | 4                   | 0                   | 0                   |
| Park Seong-Hwa | ?                   | 3                   | 0                   | 0                   |
| Yeong Moon-Seo | 15                  | 0                   | 1                   | 0                   |